# Football Club Eendracht Hekelgem
Maillots
Dernière mise à jour : 22 juin 2011.
Le Football Club Eendracht Hekelgem est un ancien club de football belge, basé dans la commune d'Hekelgem. Fondé en 1963, il s'affilie à l'Union belge en 1965. Il gravit petit à petit les échelons du football belge, et arrive en Division 2 en 1999. Le club disparaît ensuite dans une fusion avec Denderleeuw en 2001.

## Histoire
Le club est fondé en 1963 sous le nom Eendracht Hekelgem, et s'affilie d'abord à la Vlaamsche Katholiek Sportverbond. Le 1er mai 1965, il demande son affiliation à la Fédération belge, et reçoit le matricule 6826. Le club débute en quatrième provinciale de Flandre-Orientale, le plus bas niveau provincial du football belge. Après deux saisons, il remporte le titre et monte en troisième provinciale. En 1972, le club monte en deuxième provinciale, mais redescend trois ans plus tard. Il reste en P3 jusqu'en 1988, année du retour en P2 pour le club. Deux ans plus tard, il remporte le titre dans sa série et monte en première provinciale. Le club remporte le titre dès sa première saison, et monte pour la première fois de son Histoire dans les séries nationales en 1991.
Les joueurs de l'Eendracht Hekelgem continuent sur leur lancée, et jouent le titre avec Deinze jusqu'au bout. Finalement, ils doivent néanmoins s'incliner, et terminent vice-champions de leur série de Promotion. Le club évite ensuite de peu la relégation lors des deux saisons suivantes, puis termine en milieu de classement durant deux ans. Au terme de la saison 1996-1997, le club se qualifie pour le tour final de Promotion, permettant de monter en Division 3, où il est éliminé au deuxième tour par Aarschot. L'année suivante, le club est de nouveau qualifié pour le Tour final. Il est battu au dernier tour par Denderhoutem, mais parvient à monter en Division 3 grâce à un match de rattrapage contre le Stade Louvain.
À nouveau, l'Eendracht Hekelgem joue les premiers rôles dans sa série. Le club termine troisième et se qualifie pour le Tour final de Division 3, qui offre une place en Division 2. Le club élimine Heusden et Eupen, avant de s'incliner en finale face à Deinze. Mais grâce à la disparition du KFC Herentals, une place supplémentaire est disponible en deuxième division, dont profite Hekelgem. Le club joue ainsi deux saisons à ce niveau, mais doit redescendre au terme de la saison 2000-2001.
À la suite de sa rétrogradation, le club décide de fusionner avec Denderleeuw, un club d'une entité voisine, également en Division 2. Le nouveau club, baptisé FC Denderleeuw Eendracht Hekelgem, conserve le matricule 5647 de Denderleeuw, ainsi que le stade et les couleurs principales. Le matricule 6826 d'Hekelgem est radié des listes de l'URBSFA. Trois anciens dirigeants d'Hekelgem intègrent la direction du nouveau club, et la société immobilière de l'ancien président Patrick De Doncker devient le sponsor principal. Le nom et le logo rouges de la société rappellent les couleurs de l'ancien club.

## Résultats en séries nationales
Statistiques clôturées, club disparu

### Bilan
| Niv | Divisions     | Jouées | Titres | TM Up | TM Down |
| --- | ------------- | ------ | ------ | ----- | ------- |
| I   | 1re nationale | 0      | 0      |       |         |
| II  | 2e nationale  | 2      | 0      |       |         |
| III | 3e nationale  | 1      | 0      | 1     |         |
| IV  | 4e nationale  | 7      | 0      | 2     |         |
| V   | 5e nationale  | 0      | 0      |       |         |
|     |               |        |        |       |         |
|     | TOTAUX        | 10     | 0      | 3     | 0       |

- TM Up : test-match pour départager des égalités, ou toutes formes de Barrages ou de Tour final pour une montée éventuelle.
- TM Down : test-match pour départager des égalités, ou toutes formes de Barrages ou de Tour final pour le maintien.

### Classements des saisons en nationales
| Ordre | Saison  | Nom du club                                                | Niveau                                                     | Classement final                                           | Remarques                                                  |
| ----- | ------- | ---------------------------------------------------------- | ---------------------------------------------------------- | ---------------------------------------------------------- | ---------------------------------------------------------- |
| 1     | 1991-92 | FC Eendracht Hekelgem                                      | Promotion série B                                          | 2e/16                                                      |                                                            |
| 2     | 1992-93 | FC Eendracht Hekelgem                                      | Promotion série B                                          | 13e/16                                                     |                                                            |
| 3     | 1993-94 | FC Eendracht Hekelgem                                      | Promotion série A                                          | 13e/16                                                     |                                                            |
| 4     | 1994-95 | FC Eendracht Hekelgem                                      | Promotion série B                                          | 8e/16                                                      |                                                            |
| 5     | 1995-96 | FC Eendracht Hekelgem                                      | Promotion série B                                          | 6e/16                                                      |                                                            |
| 6     | 1996-97 | FC Eendracht Hekelgem                                      | Promotion série B                                          | 2e/16                                                      | Tour final                                                 |
| 7     | 1997-98 | FC Eendracht Hekelgem                                      | Promotion série B                                          | 2e/16                                                      | Promu via tour final                                       |
| 8     | 1998-99 | FC Eendracht Hekelgem                                      | Division 3 série A                                         | 3e/16                                                      | Promu via tour final                                       |
| 9     | 1999-00 | FC Eendracht Hekelgem                                      | Division 2                                                 | 12e/18                                                     |                                                            |
| 10    | 2000-01 | FC Eendracht Hekelgem                                      | Division 2                                                 | 17e/18                                                     | Relégué                                                    |
| X     | 2001    | Fusion avec le FC Denderleeuw, le matricule 6826 disparaît | Fusion avec le FC Denderleeuw, le matricule 6826 disparaît | Fusion avec le FC Denderleeuw, le matricule 6826 disparaît | Fusion avec le FC Denderleeuw, le matricule 6826 disparaît |